# Andrea Maguolo
Andrea Maguolo (Roma, 1980) è un montatore e colorist italiano.
Ha vinto il David di Donatello nel 2016 per il montaggio del film Lo chiamavano Jeeg Robot (con la collaborazione di Federico Conforti).

## Biografia
Tra il 1999 e il 2002 lavora presso un service di montaggio video, editando servizi televisivi all'interno di alcuni programmi Rai come Superquark, Ulisse, Gaia, Porta a Porta, Mi manda Raitre, La vita in diretta.
Dal 2002 monta video musicali per Daniele Silvestri (Meglio solo, 2008), Le Vibrazioni (Drammaturgia, 2008), Luca Carboni (C'è, 2007), Marta sui Tubi (Cenere, 2007), Neffa (Il mondo nuovo, 2006), Sud Sound System (Sciamu a ballare, 2005), Afterhours (La vedova bianca, 2005).
Nel 2005 si diploma in montaggio al Centro sperimentale di cinematografia, dove in seguito torna come docente di post-produzione digitale.
Nel 2007 vince il premio AMC come miglior giovane montatore all'interno dell'Arcipelago Film Festival per il cortometraggio Il torneo (regia di Michele Alhaique) e nel 2009, per lo stesso film, all'interno del festival Maremetraggio.
Come montatore cinematografico collabora con i registi Matteo Rovere (Sulla riva del lago, cortometraggio, 2004), Daniele Segre (Mitraglia e il verme, 2005), Pippo Mezzapesa (Pinuccio Lovero - Sogno di una morte di mezza estate, 2008), Claudio Noce (Good Morning Aman, 2009 e La foresta di ghiaccio, 2014) e Gabriele Mainetti (Lo chiamavano Jeeg Robot, 2015).
Come colorist lavora con Gianfranco Rosi (Sacro GRA, 2013), Edoardo Winspeare (In grazia di Dio, 2013), Marco Bonfanti (L'ultimo pastore, 2013) e Pietro Marcello (Bella e perduta, 2015).

## Filmografia

### Montatore
- È tanto che aspetti, regia di Rollo Martins - film TV (2003)
- The Mark - Il segno della vendetta (The Mark), regia di Mariano Equizzi (2003)
- Mitraglia e il verme, regia di Daniele Segre (2005)
- Futuro presente, regia di Daniele Segre (2005)
- Pinuccio Lovero - Sogno di una morte di mezza estate, regia di Pippo Mezzapesa - documentario (2008)
- Salti mortali, regia di Alessandro Valori (2008)
- La strategia degli affetti, regia di Dodo Fiori (2009)
- Good Morning Aman, regia di Claudio Noce (2009)
- La terra dei lupi, regia di Fabio Luongo - documentario (2011)
- Sulla strada di casa, regia di Emiliano Corapi (2012)
- Nei tuoi occhi, regia di Pietro Albino Di Pasquale - documentario (2014)
- La foresta di ghiaccio, regia di Claudio Noce (2014)
- Lo chiamavano Jeeg Robot, regia di Gabriele Mainetti (2015)
- Castro, regia Paolo Civati - documentario (2016)
- Il club dei 27, regia di Mateo Zoni - documentario (2017)
- I'm - Infinita come lo spazio (I'm Endless Like the Space), regia di Anne Riitta Ciccone (2017)
- Happy Winter, regia di Giovanni Totaro - documentario (2017)
- Manga Do, Igort e la via del manga, regia di Domenico Distilo - documentario (2018)
- Sole, regia di Carlo Sironi (2019)
- Vado verso dove vengo, regia di Nicola Ragone - documentario (2019)
- Le vele scarlatte (L'Envol), regia di Pietro Marcello (2022)

### Colorist
- Gitanes, regia di Matteo Rovere - documentario (2004)
- Una notte blu cobalto, regia di Daniele Gangemi (2009)
- Il silenzio di Pelesjan, regia di Pietro Marcello - documentario (2011)
- Pascoli a Barga, regia di Stefano Lodovichi (2012)
- L'ultimo pastore, regia di Marco Bonfanti - documentario (2012)
- L'uomo doppio, regia di Cosimo Terlizzi (2012)
- L'amministratore, regia di Vincenzo Marra - documentario (2013)
- Bertolucci on Bertolucci, regia di Walter Fasano e Luca Guadagnino - documentario (2013)
- Sacro GRA, regia di Gianfranco Rosi - documentario (2013)
- Tir, regia di Alberto Fasulo (2013)
- In grazia di Dio, regia di Edoardo Winspeare (2013)
- Senza nessuna pietà, regia di Michele Alhaique (2014)
- The Lack, regia di Iacopo Bedogni e Nicolò Massazza (2014)
- Andiamo a quel paese, regia di Ficarra e Picone (2014)
- Cloro, regia di Lamberto Sanfelice (2015)
- L'Oriana, regia di Marco Turco - serie TV (2015)
- Rocco tiene tu nombre, regia di Angelo Orlando (2015)
- Bella e perduta, regia di Pietro Marcello - documentario (2015).
- Liberami, regia di Federica Di Giacomo - documentario (2016)
- Bozzetto non troppo, regia di Marco Bonfanti - documentario (2016)
- Maria per Roma, regia di Karen di Porto (2016)